# 趙汴
趙汴（1503年—1570年），字伯京，號震洋，直隸蘇州府太倉州人，民籍，明朝政治人物。

## 生平
嘉靖十年（1531年）辛卯科應天府鄉試第一名舉人。嘉靖十七年（1538年）戊戌科會試第二百四十八名，登進士第三甲第四十名。授浙江蘭溪縣知縣。擢南京大理寺评事，歷南京大理寺右寺副、右寺正，陞江西僉事，掌屯田水利兼理仓粮兵备。嘉靖三十年（1551年）考察，以謗降職左遷，三十二年丁母忧，遂乞休，三十五年赴京謁选，至扬州发病归，隆慶初以例复原职，加朝列大夫，四年（1570年）卒。

## 家族
曾祖趙謙，曾任義官；祖父趙壁，曾任七品散官；父趙原錫，號一篷，曾任府知事。母李氏。具庆下。子趙廷梧。

## 參看
- 明朝解元列表